# Rudolf (Lothringen)

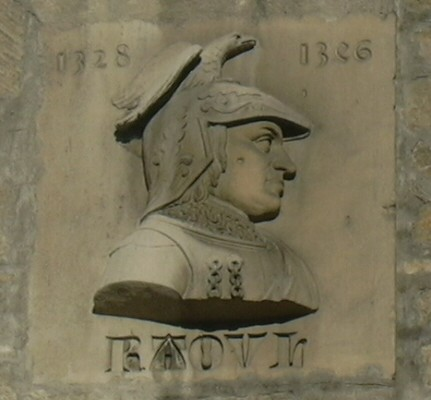
Bildnis Rudolfs an der Porte de la Craffe in Nancy.

Rudolf, in Frankreich Raoul le Vaillant genannt (* 1320; † 26. August 1346 in der Schlacht von Crécy), war Herzog von Lothringen von 1329 bis 1346. Er war der Sohn von Herzog Friedrich (Ferry) IV. und Elisabeth von Österreich.

## Biografie
Beim Tod seines Vaters war er neun Jahre alt, so dass er die ersten Jahre als Herzog, bis 1334, unter Regentschaft stand, darunter von 1329 bis 1331 unter der seiner Mutter. Sein Vater hatte noch zu Lebzeiten, am 3. Juli 1323, mit Eduard I. Graf von Bar für seinen Sohn und dessen Tochter Alienor einen Ehevertrag geschlossen, der am 25. Juni 1329, zwei Monate nach dem Tod Friedrichs IV., zur Hochzeit führte. Die Kinderehe war erwartungsgemäß noch ohne Nachkommen, als Alienor 1333 starb.
Als Rudolfs Schwiegervater 1336 ebenfalls starb, verweigerte Heinrich IV. von Bar Rudolf den Lehnseid für einige seiner Herrschaften, woraufhin Rudolf 1337 die Umgebung von Pont-à-Mousson, Heinrichs Besitz, verwüstete. Im Gegenzug plünderte Heinrich den Westen des Herzogtums, woraufhin Rudolf das Barrois angriff. Es bedurfte der Intervention des französischen Königs Philipp VI., um den Krieg zu beenden.
Nach einem Ehevertrag aus dem Mai 1334 heiratete Rudolf in zweiter Ehe Marie de Châtillon, genannt Marie de Blois, eine Tochter von Guy I. de Châtillon, Graf von Blois und Dunois, womit er die Verbindungen Lothringens zum französischen Königshaus weiter festigte. In der Folgezeit intervenierte Rudolf zugunsten des französischen Königs bei dessen Kampf gegen Eduard III. von England, als er Truppen schickte, um Philipp VI. bei der Aufhebung der Belagerung von Tournai zu helfen.
Ein Waffenstillstand zwischen den beiden Königen nutzte er, um Alfons XI. von Kastilien in seinem Kampf gegen das Emirat von Granada zu unterstützen, bei dem er sich vor allem bei der Schlacht um Gibraltar am 3. November 1340 auszeichnete. Nach seiner Rückkehr nach Frankreich stand er seinem Schwager Karl von Blois im Bretonischen Erbfolgekrieg zur Seite. Er fiel schließlich am 26. August 1346 in der Schlacht von Crécy.
Seine Witwe Marie de Blois übernahm die Regentschaft des Herzogtums.

## Nachkommen
Aus seiner zweiten Ehe mit Marie de Blois entstammen folgende Kinder:
- Zwillingstöchter, die beide vor dem 31. Juli 1343 starben
- Johann I., Herzog von Lothringen, * 1346, † 1390; ⚭ Sophie von Württemberg, † 1369, Tochter von Eberhard II. der Greiner, Graf von Württemberg (Haus Württemberg)